# Шкея (комуна, Ясси)
Шкея (рум. Șcheia) — комуна у повіті Ясси в Румунії. До складу комуни входять такі села (дані про населення за 2002 рік):
- Кеуєшть (565 осіб)
- Пояна-Шкеїй (537 осіб)
- Сату-Ноу (383 особи)
- Чока-Бока (520 осіб)
- Шкея (1163 особи)

Комуна розташована на відстані 298 км на північ від Бухареста, 25 км на південь від Ясс.

## Населення
За даними перепису населення 2002 року у комуні проживали 4687 осіб. Усі жителі комуни рідною мовою назвали румунську.
Національний склад населення комуни:
| Національність | Кількість осіб | Відсоток |
| -------------- | -------------- | -------- |
| румуни         | 4685           | > 99,9%  |
| угорці         | 1              | < 0,1%   |
| цигани         | 1              | < 0,1%   |

Склад населення комуни за віросповіданням:
| Релігія       | Кількість осіб | Відсоток |
| ------------- | -------------- | -------- |
| православні   | 4109           | 87,7%    |
| бретрени      | 479            | 10,2%    |
| адвентисти    | 40             | 0,9%     |
| п'ятдесятники | 22             | 0,5%     |
| лютерани      | 20             | 0,4%     |
| баптисти      | 4              | 0,1%     |
| римо-католики | 3              | 0,1%     |

## Зовнішні посилання
- Дані про комуну Шкея на сайті Ghidul Primăriilor [Архівовано 15 червня 2012 у Wayback Machine.]